# Lampetis torquata
Lampetis torquata es una especie de escarabajo del género Lampetis, familia Buprestidae. Fue descrita científicamente por Dalman en 1823.
Esta especie se puede encontrar en América Central y del Sur, en países como Perú y Bolivia.